# Philipp Josef von Orsini-Rosenberg
Conte Philipp Joseph von Orsini-Rosenberg, in italiano Filippo Giuseppe di Orsini-Rosenberg (Vienna, 3 giugno 1691 – Vienna, 5 febbraio 1765), è stato un nobile, diplomatico e politico austriaco.

## Biografia
Nato dal terzo matrimonio del conte Wolfgang Andreas con la principessa Ernestina Montecuccoli, Philipp Joseph nacque a Vienna il 3 giugno 1691. Aveva appena quattro anni quando suo padre morì e sua madre curò la sua educazione affidandogli un tutore nella persona del conte di Oed. Venne avviato alla carriera diplomatica alla corte dell'imperatore Giuseppe I, e fu poi il successore Carlo VI a nominarlo suo ciambellano con l'ascesa al trono nel 1711. Nel 1713 compì la sua prima missione diplomatica per conto del Sacro Romano Impero, ovvero portare le congratulazioni dell'imperatore al re del Portogallo per la nascita del principe del Brasile. Dopo il suo ritorno, ricoprì in rapida successione incarichi più elevati, diventando prima Hofkammerrer, poi presidente di diverse commissioni principali camerali, quindi nell'aprile del 1721 primo consigliere e direttore della camera del regno di Serbia e il 19 giugno 1722  presidente dell'industria del sale che spettava allo stato.
Dopo qualche tempo si dimise dal suo incarico e visse nelle sue tenute lontano dagli affari di stato sino a quando non venne nuovamente richiamato in servizio dall'imperatrice Maria Teresa nell'aprile del 1744, che gli chiese di assumere l'incarico di ambasciatore imperiale presso la corte prussiana. Non  vi rimase a lungo, perché dopo lo scoppio della guerra con la Prussia, venne riassegnato all'ambasciata di San Pietroburgo dove uno dei suoi predecessori, Antoniotto Botta Adorno, non si era fatto un'ottima nomea partecipando agli intrighi di corte. L'Orsini-Rosenberg ebbe allora il difficile compito di riconquistare alla corte austriaca la fiducia della zarina Elisabetta, cosa che riuscì a compiere egregiamente il 3 novembre 1744, ottenendo una dichiarazione pubblica.
Congedato nel novembre del 1745, Philipp Joseph si recò nei Paesi Bassi come ambasciatore, legandosi al ministro plenipotenziario dei Paesi Bassi austriaci, il barone Franz von Reischach: insieme riuscirono a distogliere gli Stati Generali dei Paesi Bassi dalla loro idea iniziale di conservare la neutralità quando i francesi invasero il loro territorio. Poi si spostò in Inghilterra e, dopo un breve soggiorno a Lisbona, nel 1750 tornò in Austria e divenne presidente della Camera Bassa del parlamento. Nel maggio del 1753 succedette al marchese von Prieal nell'incarico di ambasciatore presso la Serenissima Repubblica di Venezia. Proprio a Venezia morì la sua prima moglie, Maria Dominika von Kaunitz, ma nel contempo nel 1756 conobbe Justine Wynne, figlia di un baronetto inglese, che divenne sua moglie nel 1758. Il conte rimase a Venezia per undici anni, ospitato a Palazzo Loredan che da lui fu conosciuto con l'appellativo "dell'ambasciatore".
Richiamato a Vienna nel 1764, morì nel febbraio dell'anno successivo.

## Matrimoni e figli
Philipp Joseph von Orsini-Rosenberg si sposò due volte. La prima nel 1712 con la contessa Maria Dominika von Kaunitz (1689–1756), dalla quale ebbe i seguenti figli:
- Marie Anna Franziska (1717–1760), sposò nel 1743 il conte Georg Heinrich von Wurmbrand Stuppach (1719–1786)
- Josepha Caterine (1718–1758)
- Maria Anna (1719–1756), sposò ne 1747 il conte Francesco von Thurn-Valsássina (1718–1766), consigliere privato dell'imperatore, ciambellano imperiale, hofmeister del granduca Pietro Leopoldo di Toscana
- Vinzenz Ferrerius (1722–1794), consigliere privato dell'imperatore, ciambellano, governatore di Carniola e Carinzia, sposò nel 1756 la contessa Marie Juliana von Stubenberg (1738-1804)
- Maria Antonia (1723–1762), sposò nel 1741 Johann Gottfried Heister (1715–1800), consigliere privato dell'imperatore, ciambellano imperiale, governatore del Tirolo, cavaliere di gran croce dell'Ordine di Santo Stefano d'Ungheria
- Sigmund Andreas (n. 1725)
- Marie Ernestina (1729–1764), sposò nel 1756 il conte Karel Ujfalussy (†1765), colonnello dell'esercito imperiale

Si risposò nel 1758 a Venezia con la nobile inglese Justina Wynne (1732–1791), dalla quale però non ebbe figli.

## Ascendenza
|                                                       |                       |                                                             | Genitori                                               |  |  | Nonni |  |  | Bisnonni              |  |  | Trisnonni            |  |
|                                                       |                       |                                                             |                                                        |  |  |       |  |  | Andreas von Rosenberg |  |  | Ulrich von Rosenberg |  |
|                                                       |                       |                                                             |                                                        |  |  |       |  |  | Andreas von Rosenberg |  |  | Ulrich von Rosenberg |  |
|                                                       |                       | Margarethe von Hagendorf                                    |                                                        |  |  |       |  |  | Andreas von Rosenberg |  |  |                      |  |
| Johann Andreas von Rosenberg, I barone di Rosenberg   |                       |                                                             |                                                        |  |  |       |  |  | Andreas von Rosenberg |  |  |                      |  |
|                                                       |                       | Katharina Weiß von Schmelzhofen                             | Andreas Weiss von Schmelzhofen                         |  |  |       |  |  |                       |  |  |                      |  |
|                                                       |                       | Katharina Weiß von Schmelzhofen                             | Andreas Weiss von Schmelzhofen                         |  |  |       |  |  |                       |  |  |                      |  |
|                                                       |                       | Katharina Weiß von Schmelzhofen                             | Anna von Mosheim                                       |  |  |       |  |  |                       |  |  |                      |  |
| Wolfgang Andreas von Rosenberg                        |                       | Katharina Weiß von Schmelzhofen                             |                                                        |  |  |       |  |  |                       |  |  |                      |  |
|                                                       |                       | Maximilian Bernhard Dominic Kulmer von Rosenbichl           | ?                                                      |  |  |       |  |  |                       |  |  |                      |  |
|                                                       |                       | Maximilian Bernhard Dominic Kulmer von Rosenbichl           | ?                                                      |  |  |       |  |  |                       |  |  |                      |  |
|                                                       |                       | Maximilian Bernhard Dominic Kulmer von Rosenbichl           | ?                                                      |  |  |       |  |  |                       |  |  |                      |  |
| Juliana Kulmer von Rosenbichl                         |                       | Maximilian Bernhard Dominic Kulmer von Rosenbichl           |                                                        |  |  |       |  |  |                       |  |  |                      |  |
|                                                       |                       | Katharina von Silberberg                                    | ?                                                      |  |  |       |  |  |                       |  |  |                      |  |
|                                                       |                       | Katharina von Silberberg                                    | ?                                                      |  |  |       |  |  |                       |  |  |                      |  |
|                                                       |                       | Katharina von Silberberg                                    | ?                                                      |  |  |       |  |  |                       |  |  |                      |  |
| Philipp Joseph von Orsini-Rosenberg                   |                       | Katharina von Silberberg                                    |                                                        |  |  |       |  |  |                       |  |  |                      |  |
|                                                       | Galeotto Montecuccoli | Fabrizio Montecuccoli                                       |                                                        |  |  |       |  |  |                       |  |  |                      |  |
|                                                       | Galeotto Montecuccoli | Fabrizio Montecuccoli                                       |                                                        |  |  |       |  |  |                       |  |  |                      |  |
|                                                       | Galeotto Montecuccoli | Paola Stavoli                                               |                                                        |  |  |       |  |  |                       |  |  |                      |  |
| Raimondo Montecuccoli                                 | Galeotto Montecuccoli |                                                             |                                                        |  |  |       |  |  |                       |  |  |                      |  |
|                                                       |                       | Anna Bigi                                                   | Antonio Maria BIgi                                     |  |  |       |  |  |                       |  |  |                      |  |
|                                                       |                       | Anna Bigi                                                   | Antonio Maria BIgi                                     |  |  |       |  |  |                       |  |  |                      |  |
|                                                       |                       | Anna Bigi                                                   | Lucrezia Pigni                                         |  |  |       |  |  |                       |  |  |                      |  |
| Ernestina Barbara Montecuccoli                        |                       | Anna Bigi                                                   |                                                        |  |  |       |  |  |                       |  |  |                      |  |
|                                                       |                       | Massimiliano di Dietrichstein, II principe di Dietrichstein | Sigismondo II di Dietrichstein, conte di Dietrichstein |  |  |       |  |  |                       |  |  |                      |  |
|                                                       |                       | Massimiliano di Dietrichstein, II principe di Dietrichstein | Sigismondo II di Dietrichstein, conte di Dietrichstein |  |  |       |  |  |                       |  |  |                      |  |
|                                                       |                       | Massimiliano di Dietrichstein, II principe di Dietrichstein | Johanna von der Leiter                                 |  |  |       |  |  |                       |  |  |                      |  |
| Maria Josepha Margaretha van Dietrichstein-Nikolsburg |                       | Massimiliano di Dietrichstein, II principe di Dietrichstein |                                                        |  |  |       |  |  |                       |  |  |                      |  |
|                                                       |                       | Anna Maria del Liechtenstein                                | Carlo I del Liechtenstein                              |  |  |       |  |  |                       |  |  |                      |  |
|                                                       |                       | Anna Maria del Liechtenstein                                | Carlo I del Liechtenstein                              |  |  |       |  |  |                       |  |  |                      |  |
|                                                       |                       | Anna Maria del Liechtenstein                                | Anna Maria Šemberová von Boskovice und Černá Hora      |  |  |       |  |  |                       |  |  |                      |  |
|                                                       |                       | Anna Maria del Liechtenstein                                |                                                        |  |  |       |  |  |                       |  |  |                      |  |

| Controllo di autorità | VIAF (EN) 86134196 · CERL cnp01172736 · GND (DE) 137975554 |